# Cameron (Arizona)
Cameron is een plaats (census-designated place) in de Amerikaanse staat Arizona, en valt bestuurlijk gezien onder Coconino County.
De plaats ligt aan de Little Colorado en is een toegang tot het Grand Canyon National Park en de South Rim van de Grand Canyon.

## Demografie
Bij de volkstelling in 2000 werd het aantal inwoners vastgesteld op 978.

## Geografie
Volgens het United States Census Bureau beslaat de plaats een oppervlakte van
47,8 km², geheel bestaande uit land.

## Plaatsen in de nabije omgeving
De onderstaande figuur toont nabijgelegen plaatsen in een straal van 72 km rond Cameron.